# قشلاق (لاچین)
قشلاق (ترکی آذربایجانی: Qışlaq) یک منطقهٔ مسکونی در جمهوری آرتساخ است که در استان کاشاتاق واقع شده‌است.